# Batam (stad)
Batam is een Indonesische stad (Indonesisch: Kotamadya Batam) en het is tevens de naam van het eiland waarop het grootste deel van deze stad ligt. Onder meer de eilanden Pulau Galang en Pulau Rempang maken daarnaast ook onderdeel uit van Batam.

De eilanden zijn onderdeel van de Riouwarchipel die ten zuiden van Singapore (ongeveer twintig kilometer) en ten oosten van Sumatra liggen.
Bij de volkstelling van 2020 had Batam 1.196.396 inwoners op een oppervlakte van 960 km2. Met de steden Singapore en Johor Bahru in Maleisië vormt het de “Sijori Growth Triangle”, een grootstedelijk gebied van 9,3 miljoen inwoners.

## Geschiedenis
Het eiland zou al in het jaar 231 bewoond zijn. De bevolking stamt deels af van de zogenaamde orang laut ("zeemensen"), zeenomaden en piraten die in vroeger tijden dienstdeden als zeevaarders en soldaten in dienst van Maleise koninkrijken als Srivijaya en Malakka.
Op 17 december 1994 werd Batam onderdeel van de Indonesia-Malaysia-Singapore Growth Triangle (IMS-GT) een regionaal samenwerkingsverband dat die dag werd geformaliseerd door vertegenwoordigers van Indonesië, Maleisië en het land Singapore. 

De stad Batam ontstond aan het begin van de jaren zeventig toen de staats-oliemaatschappij Pertamina besloot het eiland als basis te nemen voor zijn exploratie- en bevoorradingsactiviteiten.

### Transport en toerisme
Aan de oostkust van het hoofdeiland huisvest Batam de grote containerhavens. Ook de Internationale luchthaven Hang Nadim (de naam van een admiraal van Malakka's oorlogsvloot) is daar te vinden. Samen met de Indonesische eilanden Karimun, dat ten westen en Bintan, dat ten oosten ervan ligt, vormt Batam een speciale economische zone. De stad is dan ook sterk geïndustrialiseerd.

Behalve voor de handel en het luchtverkeer, is de stad ook voor het toerisme belangrijk. Voornamelijk dat van Singapore waarmee het diverse ferryverbindingen heeft.
Vervoer binnen de stad wordt gefaciliteerd door het busnetwerk Trans Batam. In 2017 bestaat dit uit 9 lijnen die zich uitstrekken over het hele eiland Batam.

## Galerij

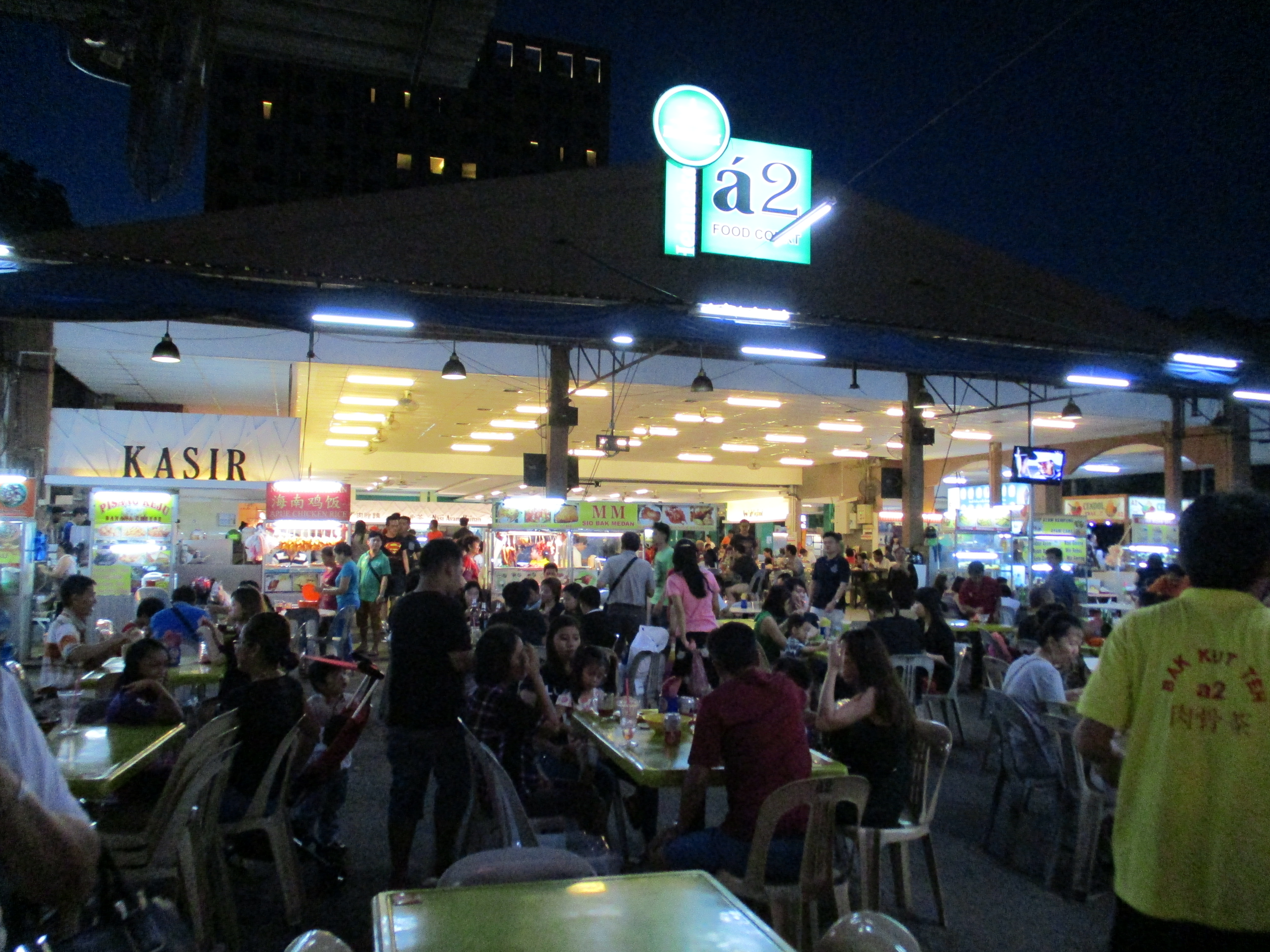
Food Court in stadsdeel Nagoya
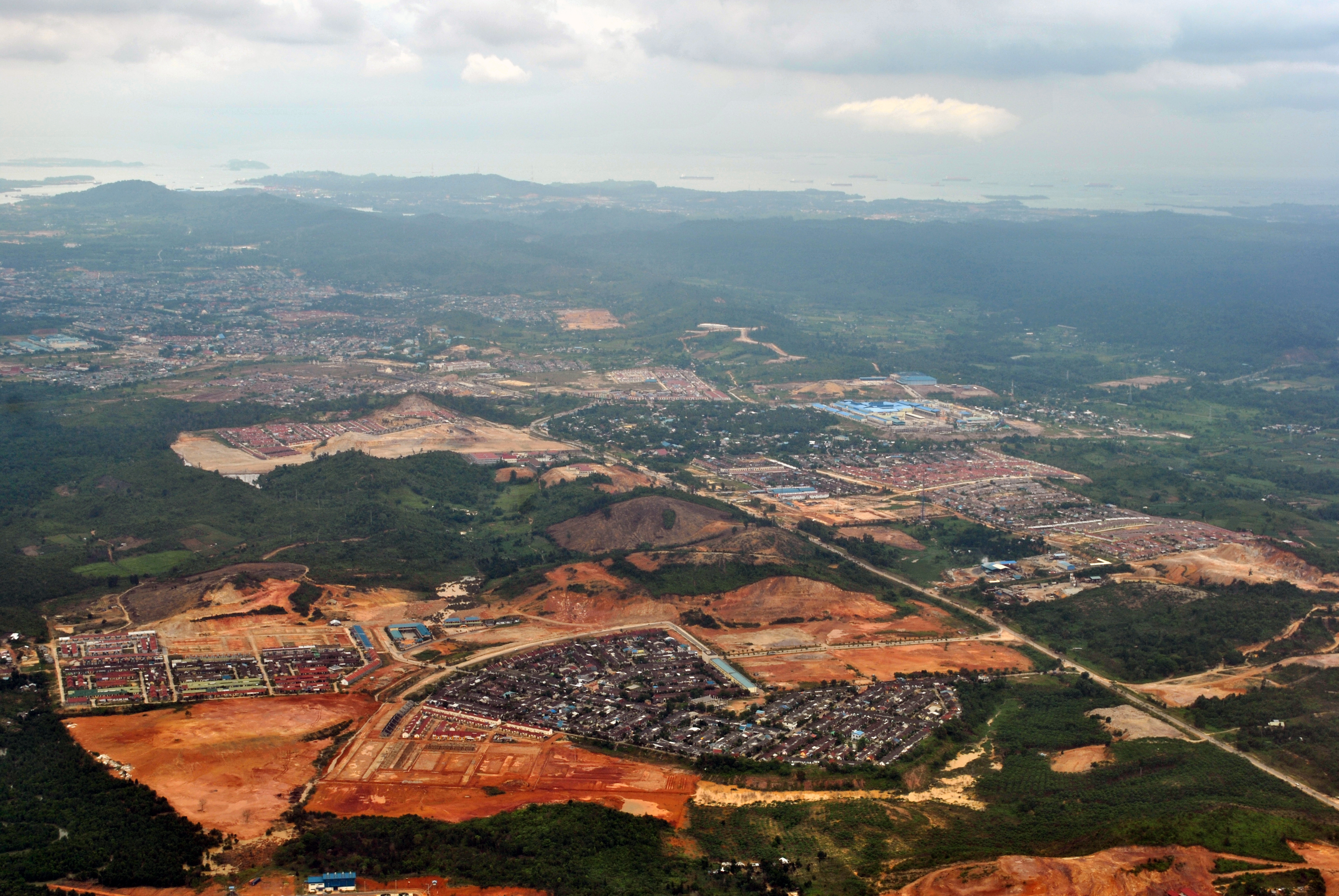
Batam vanuit de lucht
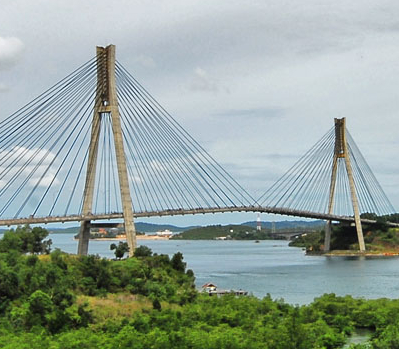
Jembatan Tengku (Tengkubrug)
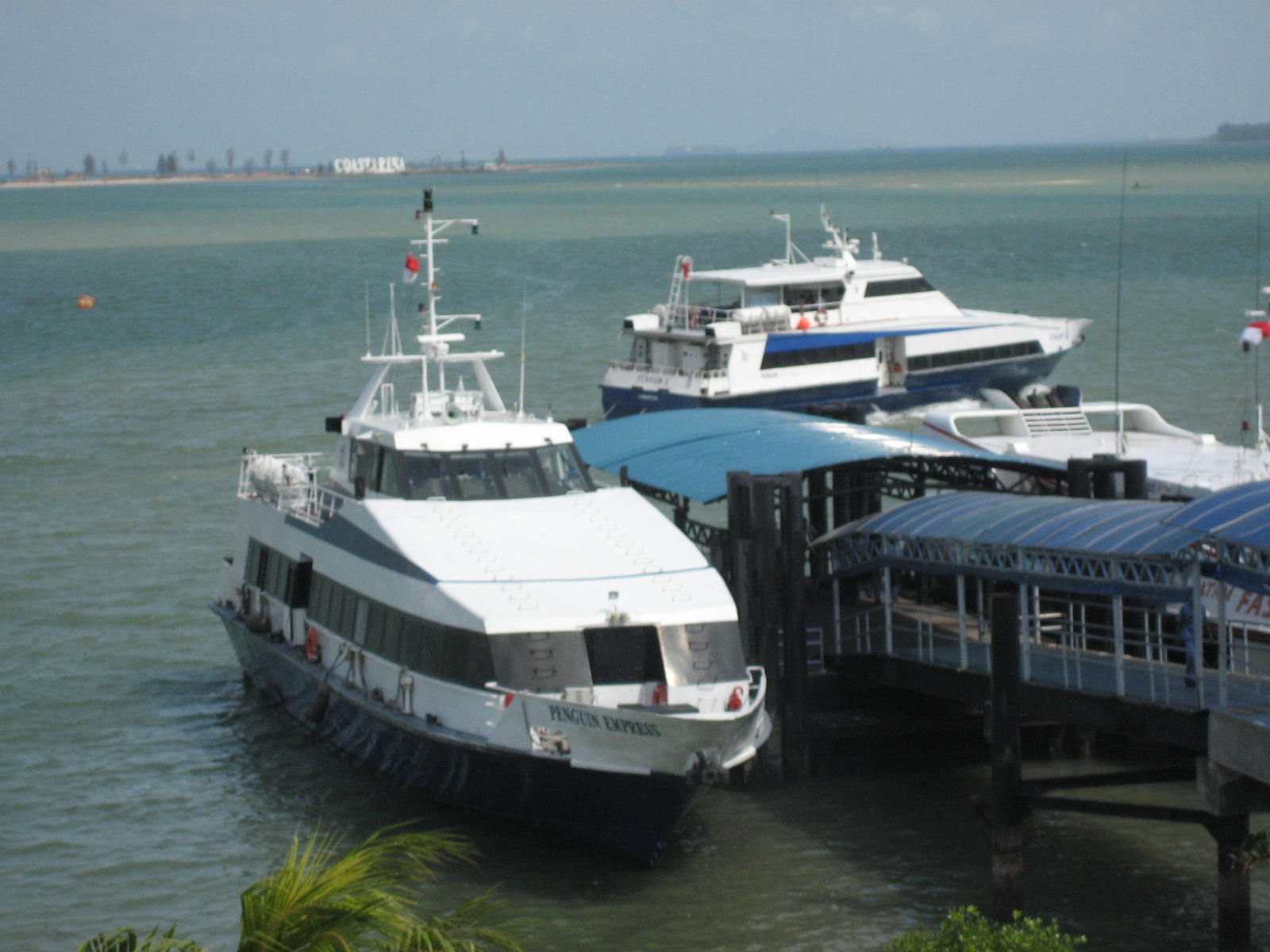
Ferry-haven Batam Centre
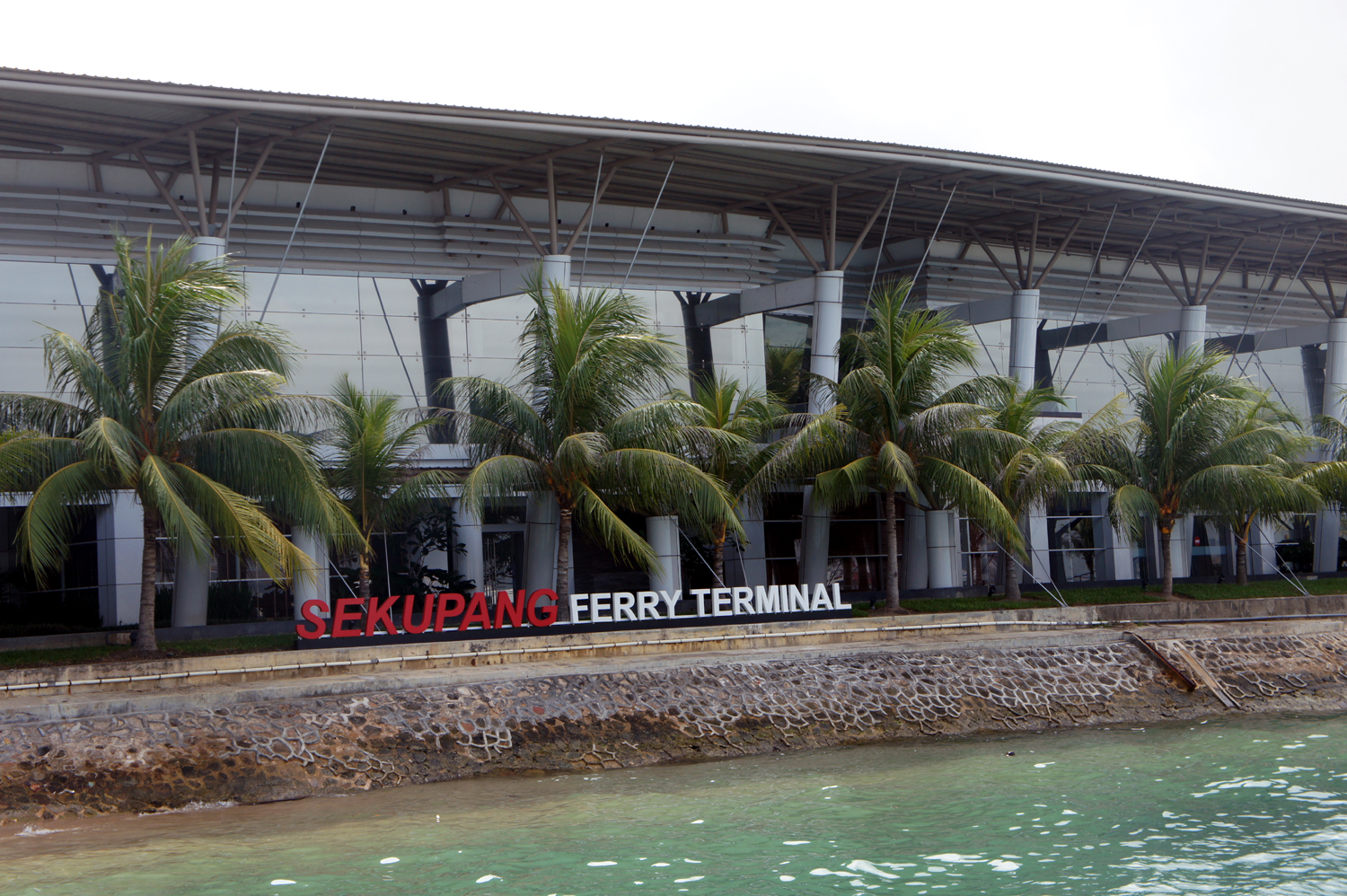
Ferry-haven in stadsdeel Sekupang (westelijk Batam).